# Gåsholm, Nagu
Gåsholm är en ö nära Själö i Nagu,  Finland. Den ligger i Skärgårdshavet i Pargas stad i den ekonomiska regionen  Åboland i landskapet Egentliga Finland, i den sydvästra delen av landet. Ön ligger omkring 5 kilometer söder om Själö, 3 kilometer öster om Nagu kyrka, 32 kilometer sydväst om Åbo och omkring 160 kilometer väster om Helsingfors. Närmaste allmänna förbindelse är förbindelsebryggan vid Kyrkbacken som trafikeras av M/S Falkö och M/S Östern.
Öns area är 1 hektar och dess största längd är 140 meter i sydöst-nordvästlig riktning.